# 勒克尼茨
勒克尼茨（德語：Löcknitz，發音：[ˈlœknɪts] ⓘ）是德国梅克伦堡-前波美拉尼亚州前波美拉尼亚-格赖夫斯瓦尔德县的市镇，面积22.8平方千米，2023年12月31日人口为3,357人。